# Cinna
Cinna es un género de plantas herbáceas de la familia de las poáceas. Es originario de las regiones templadas de Eurasia, América del Norte y América del Sur.

## Descripción
Son plantas perennes cespitosas. La lígula es una membrana; láminas lineares. Inflorescencia una panícula laxa, solitaria, terminal. Espiguillas comprimidas lateralmente, con 1 flósculo bisexual; desarticulación por debajo de las glumas; glumas un poco más largas o más cortas que el flósculo, membranáceas, 1-3-nervias; lema membranácea, 3-nervia, cortamente aristada por debajo del ápice; pálea tan larga como la lema, angostamente 2-carinada o 1-carinada; raquilla prolongada, oculta entre las quillas; estambres 1-2; estilos 2; ovario glabro. Fruto una cariopsis; hilo punteado; endospermo líquido o pastoso.

## Taxonomía
El género fue descrito por Carlos Linneo y publicado en Species Plantarum 1: 5. 1753. La especie tipo es: Cinna arundinacea L. 
Etimología
El nombre del género deriva de la palabra griega cinna que significa hierba.
Citología
Número de la base del cromosoma, x = 7. 2n = 28. 4 ploid. Cromosomas "grandes". 

## Especies
- Cinna arundinacea L.
- Cinna bolanderi Scribn.
- Cinna latifolia (Trevir.) Griseb.
- Cinna poiformis (Kunth) Scribn. & Merr.